# Desa Pasawahan (administrativ by i Indonesien, lat -7,15, long 107,87)
Desa Pasawahan är en administrativ by i Indonesien.   Den ligger i provinsen Jawa Barat, i den västra delen av landet, 150 km sydost om huvudstaden Jakarta.